# Braty Hadiukiny
Braty Hadiukiny (em ucraniano: Брати Гадюкіни), ou apenas Hadiy (em ucraniano: Гади), é uma banda de rock ucraniana formada em Leópolis, conhecida por ser uma das bandas ucranianas de maior sucesso da era soviética. Inspirada em diferentes gêneros, como rock n' roll, blues, punk rock, reggae, funk e folk, a banda é conhecida principalmente pelas suas letras irônicas, palavras ucranianas e gírias.